# Rocky Point (New South Wales)
Rocky Point is een plaats in de Australische deelstaat New South Wales. De plaats heeft een oppervlakte van 0,127 vierkante kilometer en 262 inwoners (2021). Qua tijdzone valt Rocky Point onder de Eastern Daylight Time. Rocky Point is tevens het noordelijk uiteinde van het strand van Minnie Water.

## Bekende inwoners
- Bungaree, Aboriginesleider
- Nils Seethaler, antropoloog